# دنيبروفسكي (فيليكو تارنوفو)
دنيبروفسكي (Дніпровське) هي مدينة في مقاطعة فيليكو تارنوفو في أوكرانيا.
يبلغ عدد سكانها حوالي 5538 نسمة.